# 神威岳 (択捉島)
神威岳（かむいだけ、露: Камуй）は北海道の択捉島にある火山。神威岳は択捉島の最北端に位置する。頂上は東側に開けた幅1.5kmの火口を持つ。記録に残る火山活動はない。約3km東にある峰（1,205 m）はラッキベツ岳（露: Демон デーモン）の名があり、択捉島を実効支配しているロシア連邦ではこちらを総称としている。